# 岡本春美
岡本 春美（おかもと はるみ、1998年2月7日 - ）は、日本の陸上競技選手（中距離走・長距離走）である。ヤマダホールディングス陸上競技部に所属。愛称は「はるたん」。父はブラジル系日本人、母はブラジル人である。 3人姉妹の末っ子。

## 経歴・人物

### 学生時代
群馬県太田市出身。太田市立南中学校では空手部に所属しており、2014年時点では空手2段であった。2012年の中学3年の時、群馬県中学駅伝大会にメンバーとして参加。2012年10月20日の太田市中体連駅伝大会では第5区を10’34で走り区間6位であった。同年11月10日第47回群馬県中学校総合体育大会女子駅伝競走大会では第5区（2.75km）を11’00で走り区間29位であった。
2013年4月、陸上部の監督から勧誘される形で常磐高等学校に入学。同期には米谷結希（ユニバーサル・エンターテイメント→愛知電機）等がいる。高校1年生の時、第25回全国高校女子駅伝で第4区3kmを任され区間賞（区間記録に11秒と迫る）を獲得した。
2014年の高校2年時には、インターハイ女子3000mで第3位。秋には第3回静岡県長距離強化記録会3000mで東日本高校新記録となる 9’00”91 で総合2位を獲得。この記録は、高校歴代5位となるものであった。第69回国民体育大会では少年少女A3000mで1位を獲得。また、第26回全国高校女子駅伝ではエース区間の第1区6kmで区間賞を獲得し、チームの3位に貢献。
2015年の高校3年時には2度の骨折を患い、トラック・シーズンを棒に振るが、秋の群馬県高校女子駅伝大会にアンカー区間の5区を皮切りに関東高校女子駅伝大会（第5区）を経て全国高校女子駅伝（第1区）では区間5位に落ち込みながらチームは総合2位をマークした。翌2016年早々に行われた皇后盃全国都道府県対抗女子駅伝（全国女子駅伝）第1区や日本選手権クロスカントリー競走（旧福岡クロスカントリー日本選手権）ジュニア女子6キロを走るも骨折の影響で調整時間が足らず目立った結果を残せなかった。しかし、ぐんま県民マラソン（現ぐんまマラソン）ジュニア・ロードレース女子高校共通5キロでは、新記録で1位を獲得した。

### 社会人時代
2016年4月、三井住友海上火災保険株式会社に入社し女子陸上部に入部、群馬支店に配属された（その2年後には本店人事部へ異動）。常磐高校時代の監督であった高木雅一は、三井住友海上側の要請を受け岡本の入社に合わせて女子陸上部の特別コーチに就任した。社会人2レース目となった2016年05月14日、第250回日本体育大学記録会女子5000mにて15’35”43で走り3位。この記録が日本選手権A標準を突破し、同2016年6月26日の第100回日本選手権女子5000mに出場したが16’26”92で24位に終わり、リオデジャネイロオリンピックへの出場権を逃す。7月14日に行われた2016ホクレンディスタンス北見大会女子3000mA組では自己記録並びに自身の県記録更新となる8’59”96を記録。これはまた、ジュニア日本歴代5位に相当する記録であった。2018年10月のプリンセス駅伝では第3区を走ったが、脱水症状で蛇行や逆走などをする事態となり、結局棄権となった。 しかし、同年12月には10000m及び5000mで自己ベストを更新し、脱水症状の後遺症を感じさせない素晴らしい走りを見せてくれた。
2021年1月に三井住友海上を退社し、同年2月には、故郷の群馬県を拠点とするヤマダホールディングスに移籍。これは、三井住友海上陸上部の特別コーチであった常磐高校時代の監督、高木雅一氏が新たにヤマダホールディングス陸上部の監督に就任した為と言われている。

## 自己ベスト
- 1500m：4分32秒90（2014年09月06日第67回群馬県高等学校対抗陸上競技大会）
- 3000m：8分59秒96（2016年07月14日 ホクレン　ディスタンス北見大会）
- 5000m：15分20秒56（2018年12月01日 日本体育大学記録会）
- 10000m: 31分28秒20 (2018年12月08日 全日本実業団女子長距離記録会)